# Mundo espiritual (Mormonismo)
O mundo espiritual, na Igreja de Jesus Cristo dos Santos dos Últimos Dias, é o reino onde os espíritos dos mortos aguardam a ressurreição. 

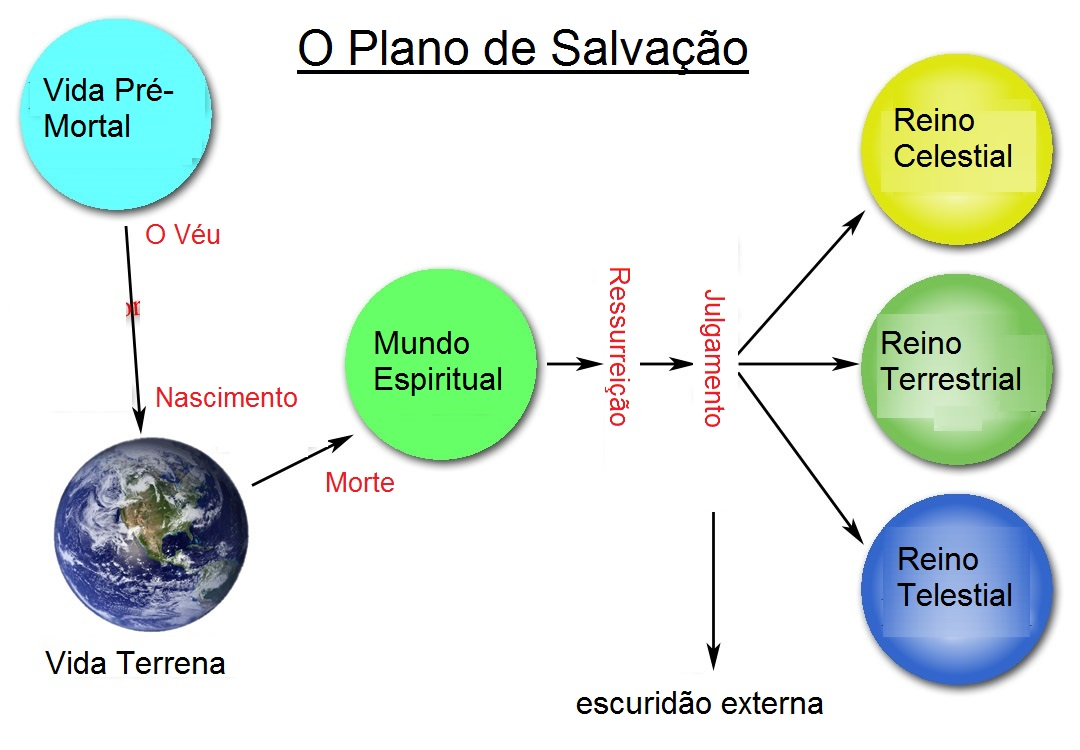
O Plano de Salvação, como ensinado por A Igreja de Jesus Cristo dos Santos dos Últimos Dias.